# Osztie Andor
Osztie Andor (Módos 1873. – Temesvár, 1929.) magyar levéltáros, szerkesztő, újságíró.

## Életútja
Módoson született, s a későbbi három ország területén élte le az életét (Jugoszlávia, Magyarország, Románia). Középiskoláit Temesvárt és Szegeden végezte; Budapesten levéltárosi vizsgát tett. Hosszú éveken át Temes vármegye főlevéltárnoka. Újságírói pályáját a Szegedi Naplónál kezdte, ahol Tömörkény István oldalán dolgozott. 1900-tól a Délmagyarországi Közlöny szerkesztője, majd tulajdonosa. Az I. világháború után a Temesvári Újságban, majd a Temesvári Hírlapban jelentek meg politikai és helytörténeti írásai. Az OMP temes-torontáli tagozatának főtitkára volt haláláig.